# Made in Japan
Made in Japan è un marchio di merchandise che indica la provenienza dei prodotti creati in Giappone.

## Economia

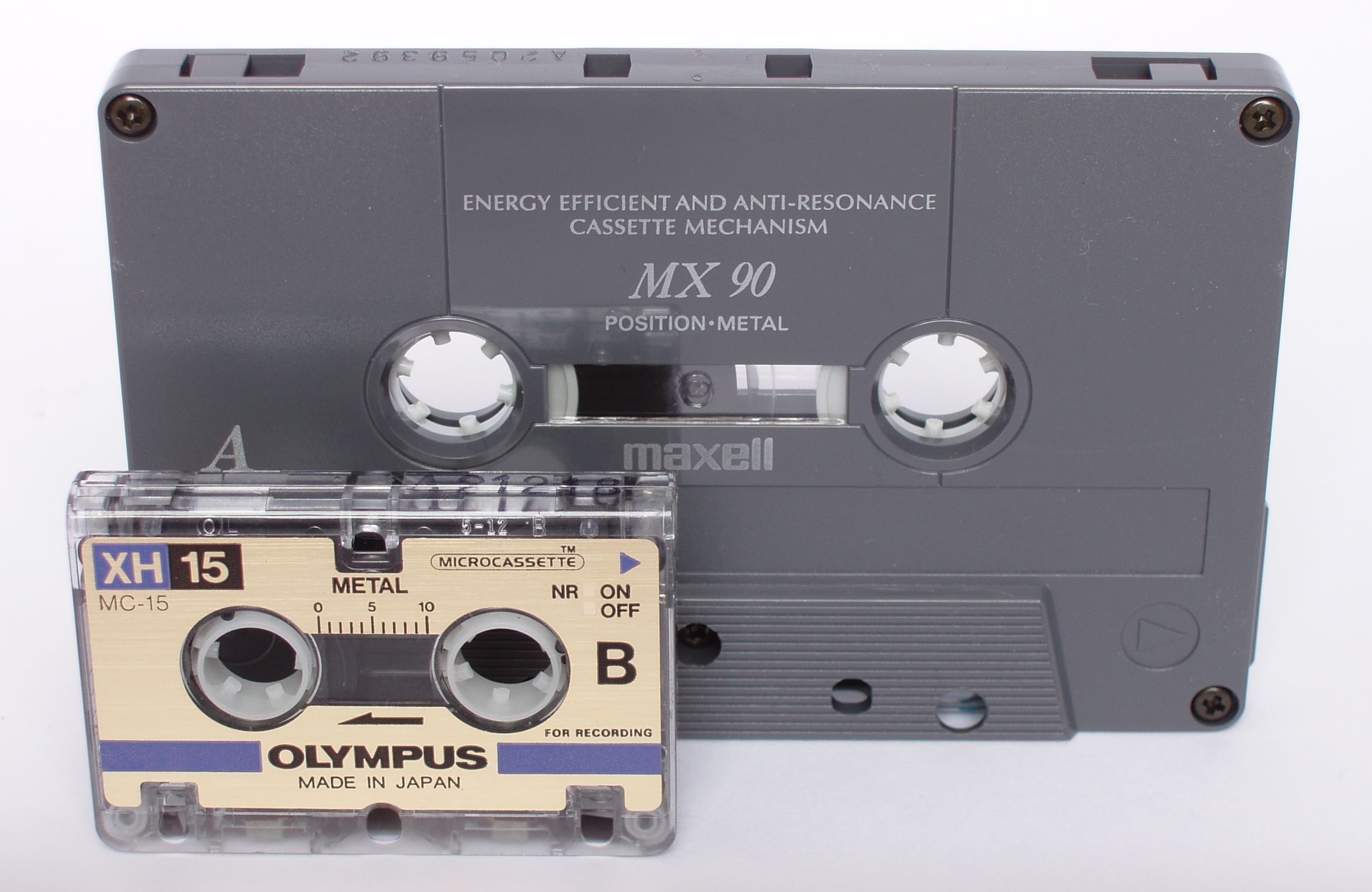
Una microcassetta Olympus, con l'indicazione del paese di origine; dietro una musicassetta Maxell

Il Giappone è uno dei più grandi esportatori al mondo di prodotti industriali, in particolare di elettronica di consumo e automobili.
Le esportazioni del Giappone ammontavano a 4.210 US$ pro capite nel 2005, rappresentate in primo luogo da automobili e prodotti elettronici.

### Elettronica
Aziende giapponesi del settore dell'elettronica, di consumo che professionale, sono tra le prime al mondo come dimensioni e tecnologia applicata. Alcuni marchi noti in tutto il mondo sono Sony, Panasonic, NEC, Nikon, Canon, Toshiba e tanti altri.

### Strumenti musicali

#### Chitarre Fender
Il costruttore statunitense di chitarre Fender fece una joint-venture con due costruttori giapponesi, la Tōkai Gakki che venne presa in considerazione per prima nei negoziati e il successivo partner FujiGen Gakki.
Tōkai Gakki e Dyna Gakki cessarono la produzione Fender nel 2015. Le Fender Tōkai non vennero esportate, ma alcune Dyna si.

##### "Made in Japan" e "Crafted in Japan"
"Made in Japan" = FujiGen Gakki

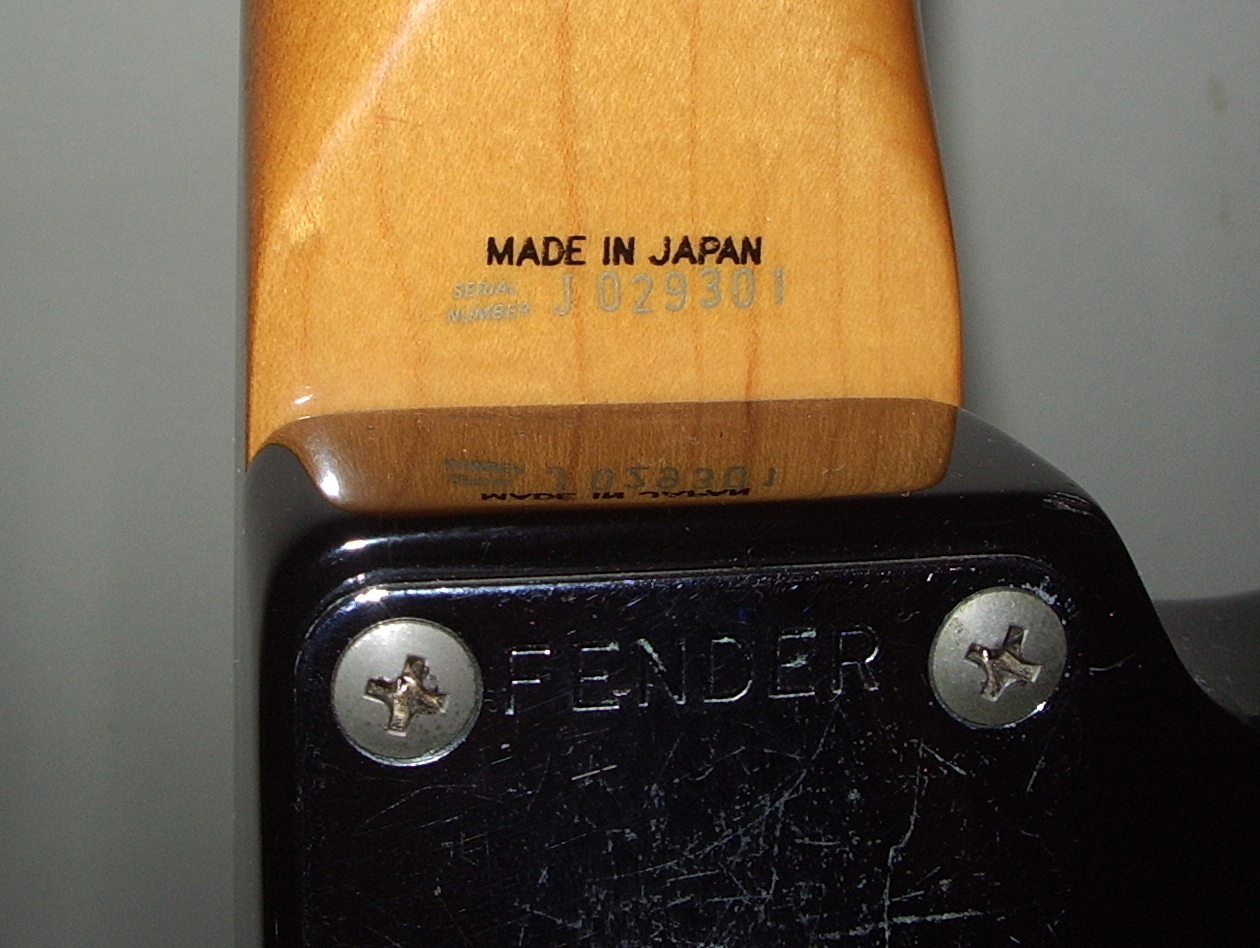
Chitarra Fender "MADE IN JAPAN" e numero di serie

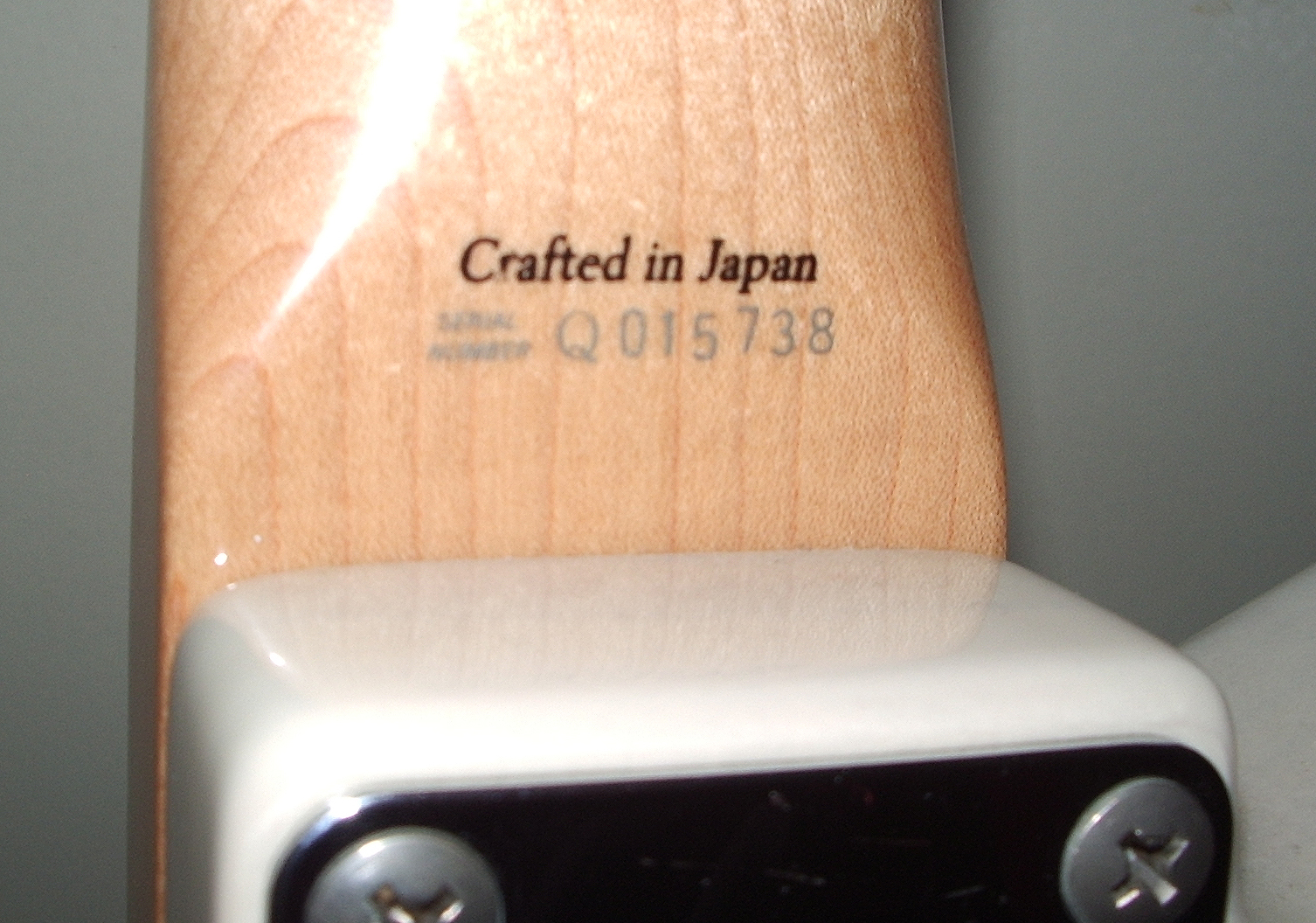
Chitarra Fender "Crafted in Japan" e numero di serie

"Crafted in Japan" = Altri (Tōkai Gakki, Dyna Gakki)
Fu stipulato un accordo con la Fender Japan che il cambio di costruttore da FujiGen Gakki ad un altro determinava anche il cambio di dicitura del paese di origine da "Made in Japan" (MIJ) a "Crafted in Japan" (CIJ). Fino al 1996/97 la maggior parte delle Fender Japan furono "MIJ" Fender.
La prima "CIJ" Fender fu costruita nel 1992, quando la Dyna Gakki (del gruppo Kanda Shokai) iniziò la produzione Fender Japan. "CIJ" venne usato dalla Fender Japan prodotte dal 1996/1997 fino al 2015, dopo che la Tōkai e la Dyna cessarono la produzione.

### Automobili
La Toyota si contende da tempo il primato mondiale di costruttore numero uno al mondo di automobili assieme al gruppo tedesco Volkswagen.
Nel 1991 il paese ebbe una produzione di 9,7 milioni di automobili, numero uno al mondo, il 46% venne esportato. Gli USA ne produssero 5,4 milioni nello stesso anno.
Principali clienti: Stati Uniti 22.8%, Unione europea 14.5%, Cina 14.3%, Corea del Sud 7.8%, Taiwan 6.8% ed Hong Kong 5.6%. Il Paese importa soprattutto materie prime agricole e minerarie, da: Cina 20.5%, Stati Uniti 12.0%, Unione europea 10.3%, Arabia Saudita 6.4%, Emirati Arabi Uniti 5.5%, Australia 4.8%, Corea del Sud 4.7%, Indonesia 4.2%.